# Liriomyza cekalovici
Liriomyza cekalovici är en tvåvingeart som beskrevs av Spencer 1982. Liriomyza cekalovici ingår i släktet Liriomyza och familjen minerarflugor. Inga underarter finns listade i Catalogue of Life.